# Eugenia randrianasoloi
Eugenia randrianasoloi là một loài thực vật có hoa trong Họ Đào kim nương. Loài này được J.S.Mill. mô tả khoa học đầu tiên năm 2000.